# Montignac-Toupinerie
Montignac-Toupinerie är en kommun i departementet Lot-et-Garonne i regionen Nouvelle-Aquitaine i sydvästra Frankrike. Kommunen ligger i kantonen Seyches som tillhör arrondissementet Marmande. År 2022 hade Montignac-Toupinerie 139 invånare.

## Befolkningsutveckling
Antalet invånare i kommunen Montignac-Toupinerie
| Referens: INSEE |